# Leland B. Morris

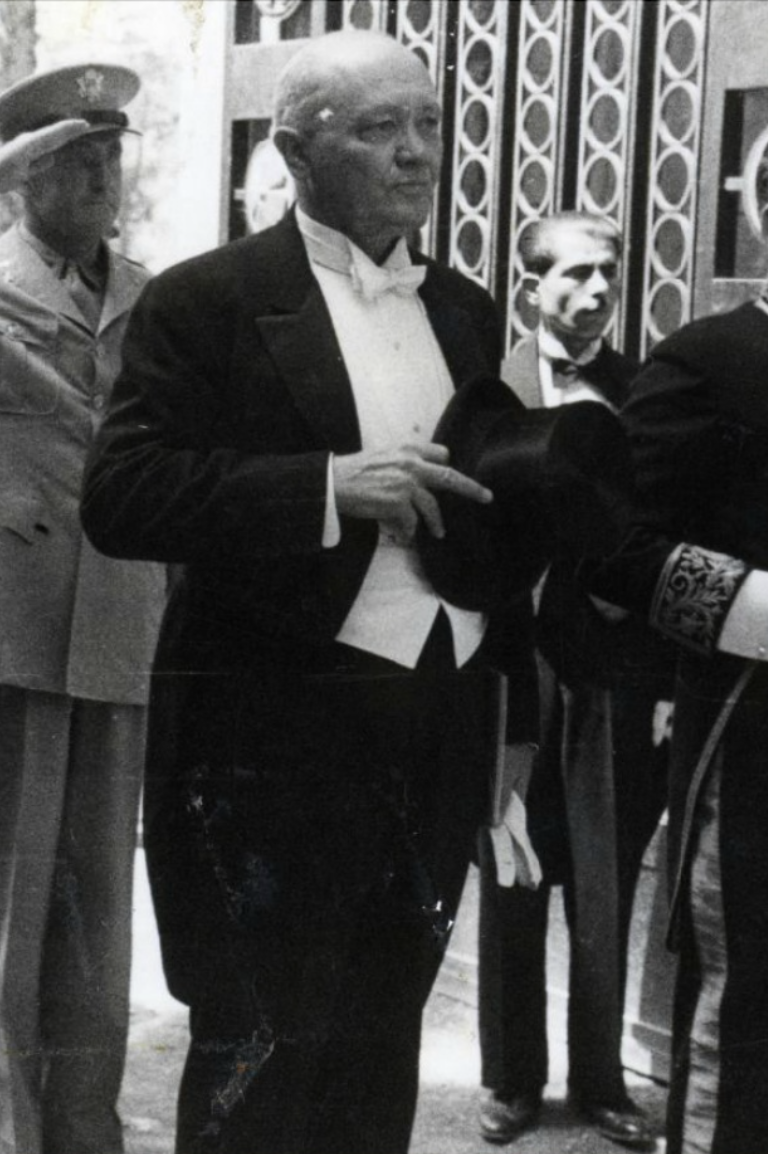
Leland B. Morris (1944)

Leland Burnette Morris (*  7. Februar 1886 in Fort Clark, Kinney County, Texas; † 2. Juli 1950) war ein US-amerikanischer Diplomat.

## Werdegang
Leland Morris studierte an der University of Pennsylvania. 1910 wurde er als Attaché-Dolmetscher im Osmanischen Reich akkreditiert. Von 1914 bis 1917 war er Vize-Konsul in Smyrna, von 1918 bis 1919 Konsul in Montreal. Im Jahr 1919 war er bei der US High Commission in Konstantinopel. Ab 1919 bis 1922 war Morris Vize-Konsul in Thessaloniki, im heutigen Griechenland. 1926 war er in Köln und von 1927 bis 1929 in Athen akkreditiert. 1932 wurde Leland Morris Generalkonsul in Athen. Von Oktober 1940 bis 11. Dezember 1941 war er US-Geschäftsträger in Berlin und damit der ranghöchste US-Diplomat im Deutschen Reich, nachdem im Jahr 1938 der US-Botschafter aus Protest gegen die „Reichskristallnacht“ abgezogen wurde. Ihm wurde die Kriegserklärung Deutschlands an die USA übergeben. Im Folgenden wurde er bis Anfang 1942 in Bad Nauheim interniert und anschließend mit Unterstützung von Schweizer Diplomaten über Lissabon in die USA zurückgebracht. Hiernach fand er diplomatische Verwendung in Island und wurde sodann der erste US-Gesandte im Rang eines Botschafters im Iran. In seiner Amtszeit fand unter anderem vom 28. November bis zum 1. Dezember 1943 die Teheran-Konferenz statt.